# Cornelis Bernardus van Niel
Cornelis Bernardus van Niel (Haarlem, 4 novembre 1897 – Carmel-by-the-Sea, 10 marzo 1985) è stato un microbiologo olandese naturalizzato statunitense.
Ha introdotto lo studio della microbiologia generale negli Stati Uniti. Noto per le sue ricerche sulla biochimica dei batteri fotosintetici.
Nel 1923, Cornelis van Niel sposa Christina van Hemert, laureata in ingegneria chimica presso la Delft University e diventa assistente di Albert Jan Kluyver, pioniere della biochimica comparata. Nel 1928 scrive la sua tesi di dottorato The propionic acid bacteria e successivamente parte per gli Stati Uniti per continuare il suo lavoro alla Hopkins Marine Station della Stanford University.
Attraverso lo studio dei batteri sulfurei porpora e dei batteri sulfurei verdi è stato il primo scienziato a dimostrare che la fotosintesi è una reazione redox luce-dipendente in cui l'idrogeno proveniente da un composto ossidabile riduce l'anidride carbonica formando sostanze organiche, reazione riassumibile come:
{\displaystyle {\ce {2H2A\,+\,CO2\to 2A\,+\,CH2O\,+\,H2O}}}
La sua scoperta consente di prevedere che l'acqua H2O sia il principale donatore di idrogeno nella fotosintesi delle piante verdi, e si ossidi formando O2. Questa reazione di fotoossidazione dell'acqua con formazione di ossigeno, è stata una pietra miliare nella comprensione della chimica della fotosintesi, la sua esistenza è stata successivamente dimostrata dal biochimico Robert Hill.
Nel 1961, Van Niel in collaborazione con R.Y. Stanier definì i procarioti come cellule in cui il materiale nucleare non è circondato da una membrana nucleare, una definizione usata ancora oggi.  Ha ricevuto la National Medal of Science nel 1963.